# Jon Vickers
Jonathan Stewart Vickers, (29 de Outubro de 1926 – 10 de julho de 2015) mais conhecido com o nome profissional Jon Vickers, foi um tenor canadeense.
Jon Vickers nasce em Prince Albert, Saskatchewan, ele é o sexto filho de oito crianças. Em 1950 ele ganhou uma bolsa para estudar ópera no Conservatório Real de Música em Toronto. Em 1957 Vickers se associou ao Royal Opera House, Covent Garden. Em 1960 ele se associou ao Metropolitan Opera. Ele se tornou mundialmente famoso pelas suas performances de papéis Alemães, Franceses e Italianos. Ele tinha uma voz de tenor dramático muito poderosa, que era muito bem usada em papíes Wagnerianos e era um cristão conservador.

## Carreira
Ele estudou no Conservatório Real de Música em Toronto sob os ensimanetos de George Lambert, fez sua estréia profissional em Stratford, em 1956, como Don Jose na ópera Carmen (Bizet). Fez sua estréia no Covent Garden em 1957 como Riccardo na ópera Un Ballo in Maschera (Verdi) e continuou aparecendo na casa até a década de 1980, com os papéis: Aeneas em Les Troyens de Berlioz, Radames em Aida, Don Carlos" em Don Carlos, Samson em Samson et Dalila, Florestan em Fidelio, Tristan em Tristan und Isolde, Canio em Pagliacci, Peter em Peter Grimes de Britten, entre outros.
Ele fez sua estréia no Festival de Bayreuth em 1958 como Siegmund em Die Walküre, e cantou novamente em Parsifal em 1964. Sua estréia no Metropolitan Opera foi como Canio em Pagliacci em 1960. Ele apareceu no Metropolitan por vinte temporadas seguidas, tendo 225 performances em 16 papéis diferentes.
Ele cantou também no La Scala de Milão, na Ópera de São Francisco, Ópera Lírica de Chicago e no Festival de Salzburgo. Se aposentando em 1988.